# Hypolobocera bouvieri
Hypolobocera bouvieri is een krabbensoort uit de familie van de Pseudothelphusidae.